# Chappell & Co.
Chappell & Co. era uma empresa inglesa que publicava sobre música e fabricava pianos. Fundada pelo pianista Samuel Chappell, a empresa foi uma das principais editoras de música e fabricantes de pianos na Grã-Bretanha até 1980, quando Chappell vendeu suas atividades de varejo para se concentrar exclusivamente na edição de música.

Após algumas aquisições anteriores por outras empresas, a marca Chappell é atualmente propriedade da Warner Chappell Music (parte da Warner Music Group, que a adquiriu por US$ 200 milhões em 1987.

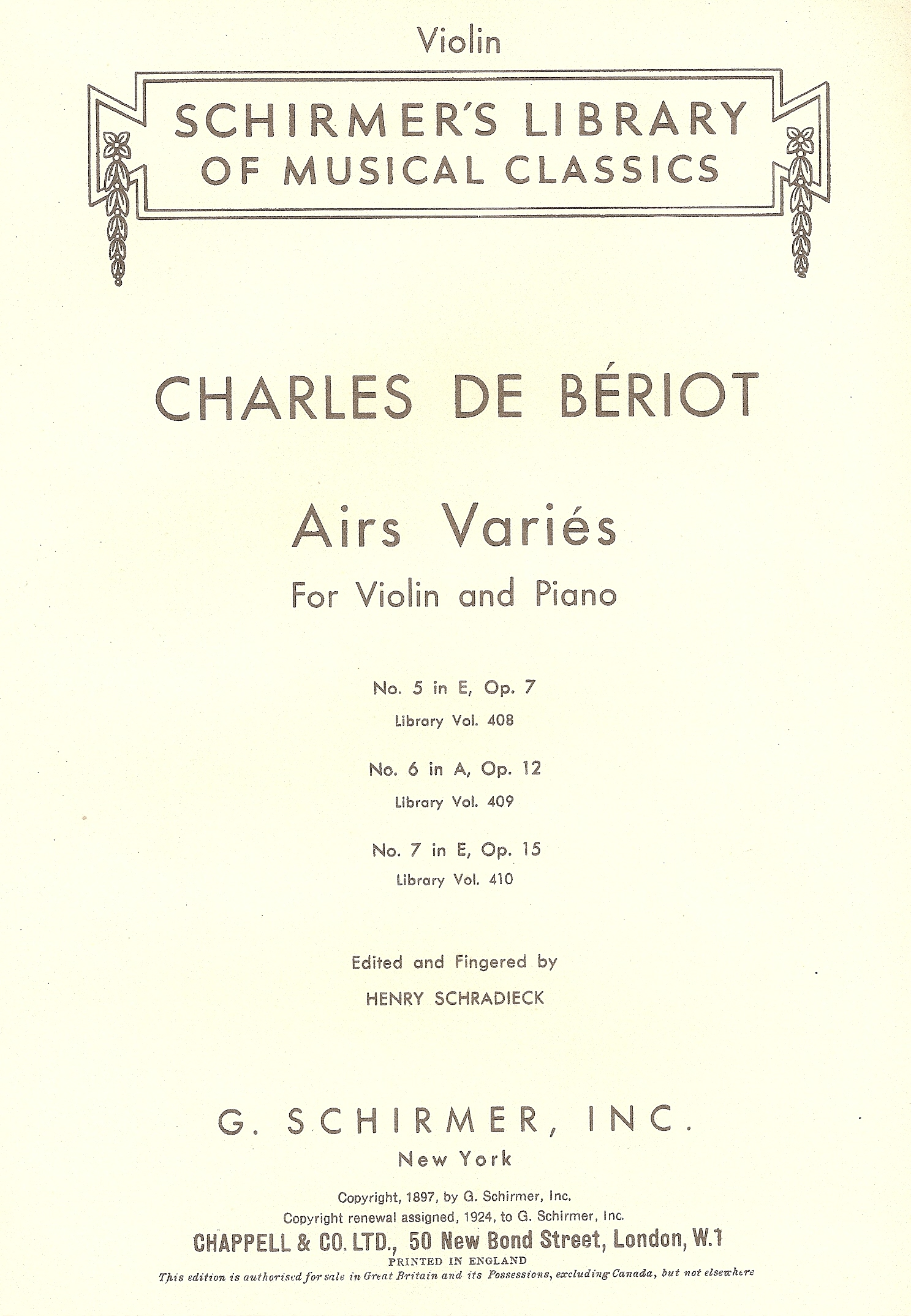
A capa de uma edição de algumas obras de Bériot distribuídas pela Chappell